# Contea di Huangchuan
La contea di Huangchuan (潢川县S, Huángchuān XiànP) è una contea della Cina, situata nella provincia di Henan e amministrata dalla prefettura di Xinyang.